# Aleksandr Čaev
Aleksandr Jur'evič Čaev (in russo Александр Юрьевич Чаев?; Voronež, 17 maggio 1962) è un ex nuotatore sovietico, dal 1992 russo.

## Carriera
Specializzato nello stile libero, all'apice della carriera vinse la medaglia d'argento alle Olimpiadi di Mosca 1980 sulla distanza dei 1500m.

## Palmarès
- Giochi olimpici estivi

Mosca 1980: argento nei 1500m stile libero.
- Europei

Spalato 1981: oro nella 4x100m e nella 4x200m stile libero.